# Північна Замбоанга
Північна Замбоанга (себ.: Amihanang Zamboanga, суб.: Utara Sembwangan, чав.: Provincia de Zamboanga del Norte) — провінція Філіппін, розташована в регіоні Півострів Замбоанга на острові Мінданао. Адміністративним центром є місто Діполог. Північна Замбоанга є найбільшою за площею провінцією в регіоні.

## Географія
Північна Замбоанга охоплює загальну площу 7 301,00 км2 та займає північну частину півострову Замбоанга в західній частині Мінданао. Провінція межує на півдні з провінціями Південна Замбоанга та Замбоанга-Сібугай, на сході — з провінцією Західний Місаміс, на півночі та заході — з морем Сулу.
Середня висота становить 243,8 м над рівнем моря, найвища точка — гора Дабіак, 2600 м над рівнем моря.

## Клімат
Провінція має м'який і помірний клімат через рівномірний розподіл опадів протягом усього року. Проте її південна частина має тривалий сухий сезон.

## Адміністративний поділ
Північна Замбоанга складається з 25 муніципалітетів та 2 міст. Міста Діполог, Сінданган і Дапітан Сіті є найбільш густонаселеними територіями провінції. Муніципалітети та міста поділяються на 691 баранґай.

## Економіка
Провінція Північна Замбоанга є однією з найбідніших провінцій Філіппін.
Близько половини площі провінції використовується для сільського господарства. Основними культурами є кукурудза, кокос, рис. Поширеним є також промислове рибальство та переробка риби. Основним видом риби є жовтоперий тунець.